# بریتنی کرن
بریتنی کِـرِن (انگلیسی: Brittany Elizabeth Curran؛ زادهٔ ۲ ژوئن ۱۹۹۰) یک هنرپیشه اهل ایالات متحده آمریکا است. وی از سال ۲۰۰۱ میلادی تاکنون مشغول فعالیت بوده‌است.

## گزیدهٔ آثار

### سینما
- اکستر (۲۰۱۵)
- خانه هیولا (۲۰۰۶)
- رفتن از ۱۳ به ۳۰ (۲۰۰۴)

### تلویزیون
- جادوگران (مجموعه‌ی تلویزیونی آمریکایی) (۲۰۱۵)